# Jan Szadowski
Jan (Johannes) Nepomucen Szadowski (ur. 12 maja 1834 we wsi Ziegelscheune k. Sztumu, zm. 10 sierpnia 1914 w Królewcu) – Warmiak, duchowny katolicki w Prusach Wschodnich, działacz religijny i społeczny, obrońca języka polskiego, krzewiciel polskiej pieśni.

## Życiorys
Jan Szadowski urodził się w prostej chłopskiej rodzinie w małej wsi Ziegelscheune (po wojnie Borowy Młyn w gminie Ryjewo) w Prusach Zachodnich. Od najmłodszych lat wyróżniał się inteligencją i pilnością. Z rodzinnej miejscowości wyniósł znajomość dwóch języków, niemieckiego i polskiego. Zanim począł uczęszczać do szkoły, już płynnie czytał po polsku, nauczony przez matkę. W 1851 roku, dzięki wsparciu dziekana sztumskiego ks. Piotra Prussa, rozpoczął naukę w Seminarium Nauczycielskim w Braniewie. Po jego ukończeniu w 1854 pracował jako nauczyciel w Widrynach i w Olsztynie. Ponieważ zapragnął zostać księdzem, powrócił ponownie do szkolnej ławki w braniewskim gimnazjum, w którym w 1860 roku uzyskał maturę. Po maturze wstąpił do seminarium duchownego w Braniewie, które ukończył w 1864 roku, przyjmując 31 lipca 1864 roku święcenia kapłańskie we fromborskiej katedrze z rąk biskupa Geritza. W czasie studiów miało miejsce następujące zdarzenie, Szadowski trafił na krótki czas do więzienia, po tym jak w czasie powstania styczniowego 1863 roku, pomógł Wojciechowi Kętrzyńskiemu, z którym znał się osobiście, potajemnie nabyć broń. Pozwolono mu jednak po tym na kontynuowanie studiów w seminarium.
Posługę duszpasterską pełnił najpierw w parafiach w Gościszewie i w Barczewie. W 1867 roku został powołany na prefekta konwiktu biskupiego w Braniewie. Tam szczególną troską otaczał polskojęzyczną młodzież. Podejmował starania o wprowadzenie nauki języka polskiego w szkole. W czasie wojny francusko-pruskiej 1870/71 wysłano go wraz z innymi pięcioma księżmi na front, gdzie pełnił funkcję kapelana w Dywizji Gwardii Landwery. Za zasługi na wojnie został odznaczony Krzyżem Żelaznym I Klasy, wyjątkowym wyróżnieniem jak na kapelana. W styczniu 1872 biskup Krementz skierował księdza Szadowskiego do nowo tworzonej parafii w Wielbarku k. Szczytna. W czasie pełnienia posługi w tej parafii, wybudował kościół w 1873 roku w przygranicznej wsi Opaleniec, 10 kilometrów na południe od Wielbarka.
Wchodził w zatargi z nieprzychylną jego poczynaniom władzą pruską. W 1884 przegrał proces za organizowanie katolickich pielgrzymek (tzw. łosiery) i został skazany na grzywnę równą jego rocznej pensji. Dochodziło również do jego ostrych zatargów z gminą protestancką (m.in. w sprawie wychowywania dzieci w rodzinach katolicko-ewangelickich), które też niekiedy kończyły się procesami sądowymi. W sierpniu 1887 został przeniesiony do parafii w Barczewku. Pełniąc funkcję proboszcza w Barczewku, w latach 1887–1889, rozbudował kościół i zbudował kaplicę w Tuławkach.

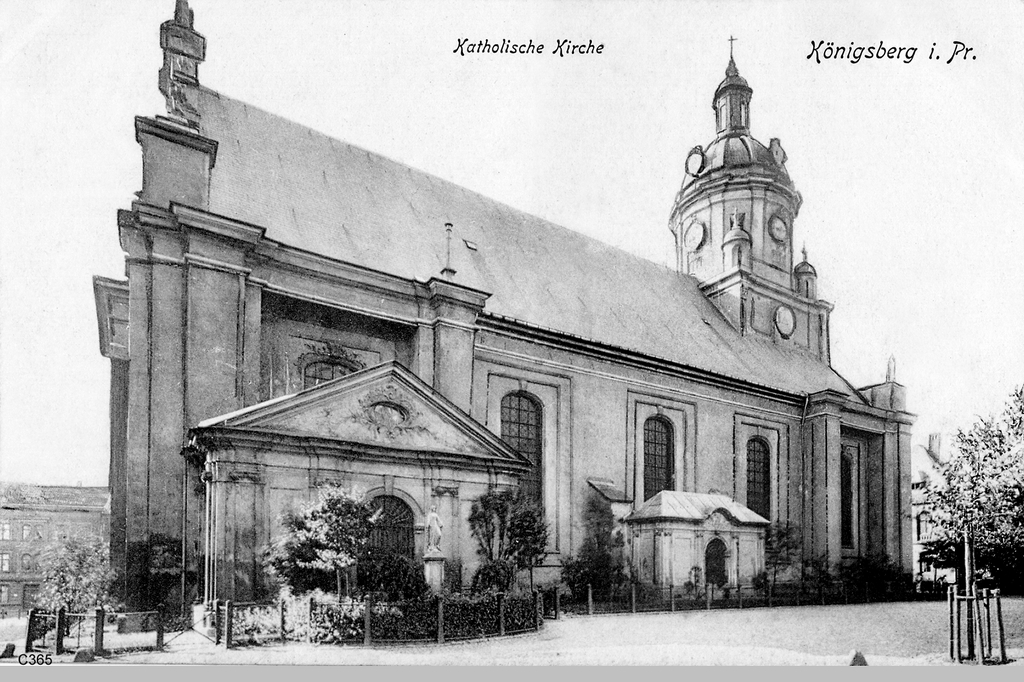
Kościół św. Jana Chrzciciela (Propsteikirche) w Królewcu w czasach probostwa ks. Szadowskiego, rok 1908

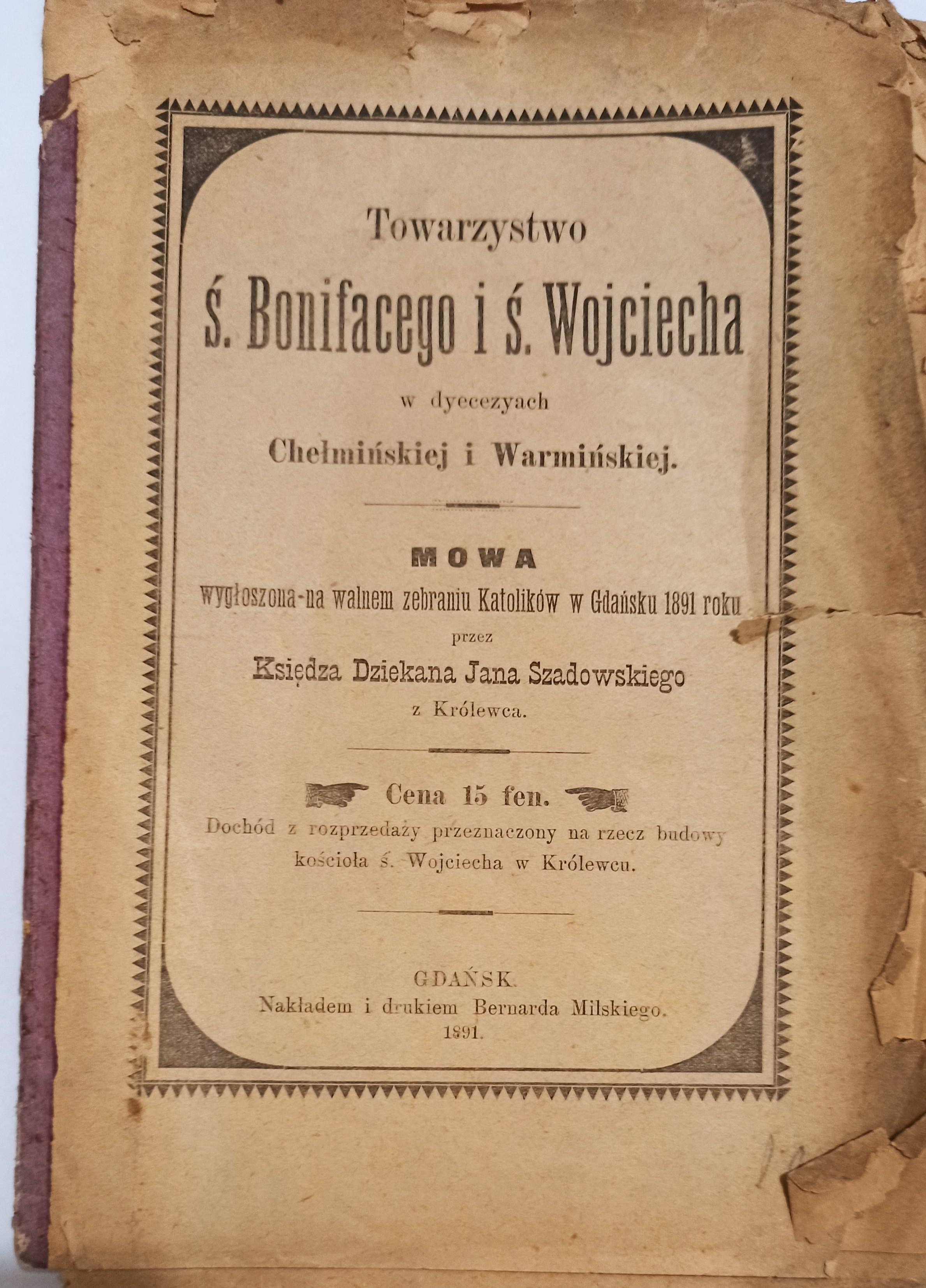
Przemówienie ks. Szadowskiego na walnym zebraniu katolików w Gdańsku w 1891 roku

12 lutego 1890 objął kierowanie w parafii pw. św. Jana Chrzciciela w dzielnicy Królewca Sackheim po księdzu Juliusu Dinderze (który został mianowany arcybiskupem gnieźnieńskim i poznańskim). Była to wówczas jedyna działająca parafia katolicka w Królewcu.
Powierzenie tak znacznej parafii księdzu Szadowskiemu mogło być skutkiem uznania jego zasług w wojnie francusko-pruskiej 1870/71. W Królewcu czekały na niego następne wyzwania. Już na początku, gdy przejął kościół od starokatolików w bardzo podupadłym stanie, musiał zadbać o jego odnowienie i wystrój. Następnie wybudował plebanię, cmentarz i zreorganizował szkołę.
Udało się mu uzyskać zgodę biskupa warmińskiego Andreasa Thiela na wybudowanie i dofinansowanie nowego kościoła w dzielnicy Haberberg. Po dwóch latach budowy, 9 maja 1906 roku, nowy kościół pod wezwaniem Świętej Rodziny uroczyście konsekrował biskup sufragan warmiński Eduard Herrmann. Pierwszym proboszczem nowej parafii został ksiądz Aloys Schulz, późniejszy wieloletni dziekan braniewski (1918–1945) i ostatni proboszcz kościoła św. Katarzyny w Braniewie do jego zburzenia w 1945 roku. Ks. Szadowski czynił ponadto wieloletnie starania o sprowadzenie do Królewca sióstr Zgromadzenia św. Katarzyny z Braniewa, celem podjęcia opieki nad młodymi dziewczętami i ich edukacji. Po uzyskaniu aprobaty i zezwoleń władz duchownych i świeckich 23 kwietnia 1904 utworzona została w Królewcu przy ul. Oberhaberberg nowa placówka sióstr katarzynek. Powstało hospicjum dla bezdomnych dziewcząt, a następnie szkoła gospodarstwa domowego. W 1912 otworzono, również prowadzony przez siostry katarzynki, sierociniec w dzielnicy Haberberg, ostatnie zamierzenie ks. Szadowskiego.
Ksiądz Jan Szadowski cieszył się dużym autorytetem w diecezji warmińskiej, wyróżniony został honorową kanonią katedralną i godnością prałata papieskiego. Na zjazdach katolickich w Niemczech występował jako przedstawiciel diaspory mazurskiej. Propagował śpiew religijny w języku polskim, przyczynił się do wydania śpiewnika polskiego i ubolewał nad niemczeniem się i protestantyzowaniem polskiej katolickiej diaspory. Niestety polityczną stroną problemu polskiego nie zajmował się zupełnie.

## Upamiętnienie
W 2018 w Wielbarku jedna z ulic otrzymała imię księdza Jana Szadowskiego.